# فرانك غالاغير (لاعب كرة قدم أمريكية)
فرانك غالاغير (بالإنجليزية: Frank Gallagher)‏ هو لاعب كرة قدم أمريكية أمريكي، ولد في 2 مارس 1943 في تشيستر في الولايات المتحدة.

## وصلات خارجية
- فرانك غالاغير على موقع مرجع كرة القدم المحترفة.كوم (الإنجليزية)